# 云南凤仙花
云南凤仙花（学名：Impatiens yunnanensis）为凤仙花科凤仙花属下的一个种。种加词 yunnanensis 意为“云南的”。